# Gonçalo Oveques
D. Gonçalo Oveques ou Ouveques ou Veques (1067 - 1113) cavaleiro, fundador para uns, restaurador para outros, do Mosteiro de Cête. Acompanhou Henrique de Borgonha, conde de Portucale|conde D. Henrique.

## Genealogia
Segundo a Monografia de Paredes', D. Gonçalo, tal como seu irmão D. Garcia Ouveques,  "devem ser filhos de Ouvequo ou Ouveco, irmão de D. Cresconcio (ou Dom Crescónio) , bispo de Coimbra, e netos de Roderindo, do tempo de el-rei D. Ordonho III." 
São Teotónio 1° prior de Santa Cruz de Coimbra, que nasceu em Valença, também parece ter sido irmão de D. Gonçalo, sendo filho de D. Ouveco e de D. Eugénia.

## Fundação ou restauração do mosteiro de Cete
José do Barreiro (pseudónimo de José Corrêa Pacheco de Portocarrero) na sua monografia já citada, a páginas 370-371, supõe que "o francez" D. Gonçalo foi o fundador do mosteiro, depois de algumas deduções : "Eu não digo restaurador, mas sim o fundador". Diz ele que isso teria ocorrido entre 1074 e 1080.
Aliás em páginas anteriores (p. 352) diz ele que D. Gonçalo era herdeiro dos fundadores, pois a fundação teria ocorrido muito mais cedo.
J. Barbosa Pinto, no seu Mosteiro de Cete. Momentos da sua história diz ele que D. Gonçalo seria apenas o autor duma "reconstrução" do dito mosteiro, porque documentos indicam a sua existência bem antes do nascimento dele ; e acrescenta que outro documento indicaria uma família de nome Cendoniz cujos antepassados teriam sido os fundadores do Mosteiro de Cete". Disso e de outro documento mais, no qual aparece uma Cety Dona, e onde se encontraria a primeira menção de Cete, datando de 924 conclui : "não será a senhora de nome Cety (e que este nome aparece ainda em outros documentos) um dos antepassados da família Cendoniz? (...) que nos dará um pouco mais de luz não só no problema do fundador do Mosteiro mas também no problema da origem do próprio topónimo Cete. Para alguns genealogistas, "Cety Dona" seria Cete Gomes, esposa de D. Ouveco Garcia (Sr. de Honra de Urrô e proprietário dos Mosteiros do Rio Tinto e do de Cête) e mãe de Crescondio e de Gonçalo Ouveques, "O Valente", Sr. da Quinta de Almourol.

## Descendência
D. Gonçalo teria casado com D. Brites  e teve um filho, D. Diogo Gonçalves de Urrô (1095 - 25.07.1139, na batalha de Ourique) "que casou com D. Urraca Mendes, irmã de D. Fernão Mendes de Bragança, cunhado de el-rei D. Afonso Henriques (...). Deste fidalgo descendem os Freitas por varonia, e por fêmea os Leitões, entre os quais se acham dois irmãos, mestres da Ordem de Cristo, e por uma irmã deles descendem os Machados, os Brandões, os Valentes, os Avelares e outros

## Origem do nome
"Há quem diga que na família de Gonçalo Oveques havia vários bispos (menciona-se por exemplo uma doação de Oveco, bispo de Leão, em 24 de Junho de 750) e por isso se lhe chamava a família dos bispos - des évêques, derivando-se de aí o apelido Oveques ; que à entrada da igreja de Cêtte, há uma pedra sepulcral que tem desenhado um báculo, bastão episcopal curvo em cima, insígnia de bispo, e que no claustro há uma pedra sepulcral quebrada, que também tem representado um báculo.